# بئر جمل
بئر جمل هو أحد الآبار النبوية الأثرية في المدينة المنورة.

## سبب التسمية
يعتبر من الآبار التي توضأ منها النبي صلى الله عليه وسلم، وسبب التسمية ماذكره مجد الدين بقوله:«ويحتمل أنها سميت بجمل مات فيها، أو رجل اسمه جمل حفرها».

## موقع البئر
- تناقلت المصادر التاريخية بأن موقع هذا البئر بناحية الجرف بآخر العقيق
- مجد الدين الفيروز أبادي أشار إلى موضعها قائلاً:«بأنها بئر معروفة بناحية الجرف».
- السمهودي قال:«هي غير معروفة، ولم أرى من سبق المجد لكونها بالجرف غير ياقوت»
- النسائي ذكر أنها في العقيق
- الإمام المطري ذكر بأن:«بئر جمل ولم يعلم أين هي ولا من ذكرها غير ماورد في حديث أبي هريرة... وذكر الحديث.. ثم قال: ولم يذكر بئر جمل ضمن السبع المشهورة»، وقال المطري بعد ذكر الآبار التي اقتصر عليها ابن النجار:«إنها ست، والسابعة لا تُعرف اليوم، إلا مايسمع من قول العامة إنها بئر جمل، ولم نعلم أين هي، ولا من ذكرها غي ماورد في حديث البخاري».
- استبعد السمهودي هذا الموقع معتمداً على بعض الروايات السابقة لقوله:«ذهب نحو بئر جمل ليقضي حاجته» وفي أخرى أن الرجل توارى في السكة، فقال:«والمعروف بقضاء الحاجة إنما هو ناحية بقيع الخبخبة، وهو ناحية بئر أبي أيوب، وهناك الموضع المعروف بالمناصع..».
- زين الدين المراغي أشار إلى أن الآبار المذكورة ست والسابعة لا تعرف غير ما ورد في حديث ابي هريرة.
- ذكر العباسي أنها البئر ناحية الجرف في آخر العقيق وعليها مال من أموال أهل المدينة.[2]

## بئر جمل والتاريخ
- من المعروف أن ناقة النبي صلى الله عليه وسلم بركت بين أظهر بني النجار في شرقي المسجد النبوي، ثم نهضت الناقة حتى أتت زقاق الجمل الذي به بئر جمل.
- كما جاء في صحيح الإمام البخاري أنه في يوم العيد وقف الأحباش يلعبون بالدرق والحراب؛ فقد قالت عائشة رضي الله عنها:«كان يوم عيد يلعب السودان بالدرق والحراب، فما سألت النبي صلى الله عليه وسلم وإنما قال:» تشتهين تنظرين؟«فقلت: نعم، فأقامني وراءه خدي على خده، وهو يقول:» دونكم يا بني أرفدة«حتى إذا مللت قال:» حسبك؟قلت: نعم، فقال «فاذهبي».[3]

## وصلات خارجية
- المدينة التاريخية.. شواهد السيرة.
- الآبار النبوية في المدينة.. تاريخ يحكي سيرة المصطفى.